# Colopha setaricola
Colopha setaricola är en insektsart som beskrevs av Paulo Takeo Sano och Akimoto 2005. Colopha setaricola ingår i släktet Colopha och familjen långrörsbladlöss. Inga underarter finns listade i Catalogue of Life.